# Dig Your Own Hole
| Оценки критиков      | Оценки критиков |
| Источник             | Оценка          |
| -------------------- | --------------- |
| AllMusic             | [ 1 ]           |
| Chicago Tribune      | [ 4 ]           |
| Entertainment Weekly | A               |
| The Guardian         | [ 6 ]           |
| NME                  | 8/10            |
| Pitchfork            | 8.4/10          |
| Q                    | [ 9 ]           |
| Rolling Stone        | [ 10 ]          |
| Spin                 | 8/10            |
| The Village Voice    | A−              |

Dig Your Own Hole — второй студийный альбом британского дуэта The Chemical Brothers, выпущенный в 1997 году.

## Об альбоме
Большинство треков выполнены в стиле брейкбит, включая такие хиты как «Block Rockin Beats» и «Setting Sun». Однако стилистка в альбоме разнопланова и есть элементы фанка и хауса. В качестве вокалистов в записи альбома принимали участие Ноэль Гэллахер из Oasis и Бет Ортон.
NME поместил альбом на 414-е место в списке «500 величайших альбомов всех времен» за 2014 год. Rolling Stone включил его в свой список «100 лучших альбомов девяностых».

## Список композиций
1. «Block Rockin' Beats» (Rowlands, Simons, Jesse Weaver) — 5:14
2. «Dig Your Own Hole» — 5:27
3. «Elektrobank» — 8:18
4. «Piku» — 4:54
5. «Setting Sun» (Rowlands, Simons, Noel Gallagher) — 5:29
  - с участием Ноэля Гэллахера
6. «It Doesn’t Matter» (Rowlands, Simons, Paul Conley, John Emelin, Tom Flye, Rusty Ford, Kim King) — 6:14
7. «Don’t Stop the Rock» — 4:48
8. «Get Up on It Like This» (Rowlands, Simons, Quincy Jones) — 2:48
9. «Lost in the K-Hole» — 3:51
10. «Where Do I Begin» — 6:51
  - с участием Бет Ортон
11. «The Private Psychedelic Reel» (Rowlands, Simons, Jonathan Donahue) — 9:28

## Персонал
The Chemical Brothers
- Том Роулендс – производство
- Эд Саймонс – производство

Дополнительные музыканты
- Ноэл Галлахер – вокал в "Setting Sun"
- Бет Ортон – вокал в "Where Do I Begin"
- DJ Кул Герк – вокал во вступлении к "Elektrobank"
- Кит Мюррей – сэмплированный вокал в "Elektrobank"
- Эли (англ. Ali) Френд – бас-гитара в "Elektrobank" и "Dig Your Own Hole"
- Сеггс – бас-гитара в "Lost in the K-Hole"
- Джонатан Донахью[англ.] – кларнет в "The Private Psychedelic Reel"
- Саймон Филлипс – ударные

Дополнительный технический персонал
- Чики Пол – компиляция, редактирование
- Стив Даб – engineering
- Джон Коллиер – engineering (ассистент)
- Джон Ди – engineering в "Setting Sun"
- Тим Холмс – engineering в "Get Up on It Like Это"
- Майк Марш – мастеринг

Дизайн
- Negativespace – дизайн